# Die Legende vom Ozeanpianisten
Die Legende vom Ozeanpianisten (Originaltitel: La leggenda del pianista sull’Oceano) ist ein 1998 entstandener italienischer Spielfilm von Giuseppe Tornatore, der auf dem Monolog Novecento von Alessandro Baricco beruht.

## Handlung
Der Trompeter Max Tooney muss aus Geldmangel sein Instrument an einen Musikalienhändler verkaufen. Als er noch ein letztes Mal darauf spielt, zeigt ihm der Händler erstaunt eine notdürftig reparierte Schallplattenmatrize mit einer Aufnahme derselben ihm unbekannten Melodie und erkundigt sich nach dem Pianisten. Max erzählt dem Händler daraufhin die dazugehörige Geschichte:
Im Jahr 1900 findet der mittellose Heizer Danny Boodmann an Bord des Ozeandampfers Virginian nach einer Überfahrt einen verlassenen Säugling in einer Zitronenkiste und nimmt ihn an sich. Der Junge wird nach dem Jahr seiner Auffindung Neunzehnhundert genannt und wächst zunächst versteckt im Maschinenraum auf, wo Danny liebevoll für ihn sorgt und ihm auch das Lesen beibringt. Als Danny acht Jahre später tödlich verunglückt, kommt Neunzehnhundert zu seiner Seebestattung erstmals an Deck und hört dort fasziniert die Salonmusik der Ersten Klasse.
In den kommenden Jahren entwickelt Neunzehnhundert sein musikalisches Talent autodidaktisch und wird Pianist der Bordkapelle, wo er sich mit dem Trompeter Max anfreundet. Mit der Kapelle spielt Neunzehnhundert herausragende Jazzeinlagen und wird für seine spontanen Improvisationen über das Schiff hinaus berühmt. Gern spielt er auch Tänze für die Auswanderer in den niedrigeren Klassen. Sein Ruhm gipfelt in einem Virtuosenduell gegen den ehrgeizigen Jelly Roll Morton, das Neunzehnhundert gegen seinen Willen gewinnt – Musik ist für ihn Ausdruck seiner Träume, der Gedanke eines Wettkampfs ist ihm fremd.
Für Neunzehnhundert gibt es keine Welt außerhalb des Schiffes, zumal seine Geburt nicht registriert wurde und er damit offiziell nicht existiert. Auch Max gelingt es nicht, ihn zu einem Landgang zu überreden. Später fertigt ein begeisterter Musikproduzent an Bord im Direktschnitt die Plattenaufnahme einer Romanze an, die Neunzehnhundert für eine ungarische Emigrantin improvisiert, in die er sich in diesem Moment verliebt hat. Die Platte zerbricht er später, als sie von Bord geht, ohne die Aufnahme als Geschenk mitzunehmen. Als er doch einmal den Schritt in Richtung Land wagen will, um von dort aus „die Stimme des Ozeans“ zu hören, von der ihm ein Reisender erzählt hatte, kehrt er in der Mitte der Gangway wieder um und zieht sich dann ohne Erklärung für einige Zeit zurück.
In der Rahmenhandlung erfährt Max von dem Händler, die Virginian werde abgewrackt, er habe den Salonflügel erworben und darin die Bruchstücke der Matrize gefunden. Als Max das Wrack aufsucht, erfährt er bestürzt, dass es gesprengt werden soll. Er versucht den Abwracker davon zu überzeugen, dass noch jemand an Bord sein müsse, doch Neunzehnhundert ist nicht zu finden. Erst als Max die Plattenaufnahme im Schiffsrumpf erklingen lässt, zeigt sich der Pianist. Er schildert Max, warum er damals auf der Gangway umgekehrt sei – er habe das Ende der Stadt nicht sehen können, sie sei ihm zu groß; er habe immer in einer eng begrenzten Welt gelebt und wolle lieber darin sterben, als sich auf eine unbegrenzte Welt einzulassen. Schweren Herzens akzeptiert Max seine Entscheidung und geht von Bord. Das Schiff wird gesprengt.
Verstört berichtet Max dem Händler das traurige Ende der Geschichte. Als er den Laden verlässt, gibt ihm der Händler gerührt seine Trompete zurück, die er ja noch brauchen werde, und lässt ihn auch das Geld behalten: Eine gute Geschichte sei mehr wert als eine alte Trompete.

### Das Duell
Morton eröffnet das Duell mit einem Ragtime, Neunzehnhundert antwortet lediglich gelangweilt-amüsiert mit einer schlichten Adaption von Stille Nacht, heilige Nacht. Als zweites Stück spielt Morton das Titelstück seines Albums The Crave, das Neunzehnhundert nach einmaligem Hören aus dem Gedächtnis mühelos nachspielt, ohne aber Mortons Spiel zu übertreffen. Mortons drittes Stück ist das akrobatische The Fingerbreaker, dem Neunzehnhundert, von Mortons Charakter angewidert, eine Improvisation entgegensetzt, deren Tempo ihn an seine körperlichen Grenzen bringt und die Saiten des Flügels so erhitzt, dass er anschließend eine Zigarette daran entzünden kann, die er dem geschlagenen Morton zwischen die Lippen steckt.

## Kritik
Das Lexikon des internationalen Films lobte: „Sehr schlüssig verbinden sich erzählerische Passagen mit rein filmischer Poesie und einem ungemein stimmungsvollen Soundtrack.“
Andere Kritiker sind von dem Film weniger überzeugt. Für Robert Cherkowski auf Filmstarts stimmen Setting und Dramaturgie nicht überein: „Sehr früh ist 1900s innerer Konflikt etabliert, der eigentliche Plot bewegt sich dann bloß in Trippelschritten vorwärts. Schon in der kurzen deutschen Schnittfassung von zwei Stunden fühlt sich ‚Die Legende vom Ozeanpianisten‘ ungeheuer lang an.“ Der Film sei durchaus „ein inszenatorischer Kraftakt, ausgerechnet Dramatik und Dramaturgie aber lassen bei dieser Theateradaption kalt“.
Sarah Bräuer auf filmszene.de vermisst vor allem Tiefgang und Raum zum Träumen: „Ansonsten beschränkt sich die Poesie leider alleine auf die atemberaubende Bildsprache und wird während 2 Stunden Laufzeit kontinuierlich durch nervendes Geschwafel zerfetzt. Das liegt noch nicht mal unbedingt an den Textaussagen – vielmehr ist die Art, in der die Poesie versinnbildlicht werden soll, schlichtweg dilletantisch und plump, sodaß auch der Empfindsamste unter den Empfindsamen irgendwann mal gelangweilt gähnen muß.“

## Trivia
- Die italienische Kinofassung des Films ist über 40 Minuten länger als die internationale Fassung. Sie wurde außerhalb Italiens nicht veröffentlicht.[4]
- Der Trompeter hat im Film einen geänderten Vornamen, im Bühnenstück heißt er Tim.
- Der tatsächliche Ozeandampfer Virginian, ein 1905 in Dienst gestellter Transatlantikdampfer der britisch-kanadischen Reederei Allan Line, und sein Schwesterschiff, die Victorian, waren die ersten Transatlantikdampfer mit Turbinenantrieb und drei Schiffsschrauben. 1955 wurde das mehrfach umbenannte Schiff in Triest abgewrackt.

## Auszeichnungen
Der Film gewann 22 Filmpreise und wurde für 10 weitere nominiert,
- Europäischer Filmpreis für die beste Kamera an Lajos Koltai
- Golden Globe Award für die beste Musik an Ennio Morricone
- Gilde-Filmpreis in Silber